# Aextoxicon punctatum
Aextoxicon punctatum és una espècie de plantes amb flor nadiua de l'Amèrica del Sud.
La família Aextoxicàcies han estat incloses per molts taxonomistes dins de la família Euphorbiaceae. El sistema APG II, de 2003 no ubica aquesta família en cap ordre i l'assigna al clade del  eudicots superiors. La família en sentit estricte consta d'una única espècie.
El sistema APG II apunta la possibilitat de reconèixer un ordre anomenatmenat Berberidopsidales, el qual comprendria la família Aextoxicaceae junt amb la família Berberidopsidaceae.

## Taxonomia
Aextoxicàcia va ser descrita per  Ruiz et Pav. i publicat a  Systema vegetabilium Florae Peruvianae et Chilensis  260. 1798.
Etimologia
Aextoxicon: nom genèric que prové del grec antic i significa verinós per a les cabres;
Punctatum: epítet a causa dels puntets en el revés de les fulles. El nom comú de tiquet prové de Tuke, el nom amb el qual el poble maputxe designa l'arbre.